# Domme
Domme é uma comuna francesa na região administrativa da Nova Aquitânia, no departamento Dordonha. Estende-se por uma área de 25,12 km². Em 2010 a comuna tinha 932 habitantes (densidade: 37,1 hab./km²).
Pertence à rede das As mais belas aldeias de França.